# L’Éveil (RDC)
L’Éveil est un bihebdomadaire généraliste de la République démocratique du Congo en français, édité à Kinshasa. Le journal contient aussi des dépêches en lingala ou swahili.
Fondé en 2002, ce journal privé se consacre principalement à la couverture de l'actualité de la RDC. Il propose des analyses critiques tant sur les politiciens au pouvoir que sur l’opposition. Sa distribution s'étend à des villes comme Kinshasa, Lubumbashi, Kananga et Tshiko,.